# Howard P. Robertson
Howard P. Robertson   (Hoquiam, 27 de gener de 1903 - Pasadena, 26 d'agost de 1961) va ser un matemàtic i físic teòric estatunidenc.

## Vida i Obra
Robertson va estudiar a la universitat de Washington a partir de 1918, mentre vivia a Montesano; primer va començar estudiant enginyeria, però els darrers anys es va canviar a matemàtiques. Va obtenir el màster el 1923 i el seu professor, Eric Temple Bell, el va convèncer d'anar a fer el doctorat a Caltech (l'Institut Tecnològic de Califòrnia). El 1925 va obtenir el doctorat i els dos cursos següents va ampliar estudis a Alemanya, a les universitats de Göttingen i de Múnic.
El 1927, en retornar als Estats Units, va ser assistent a Caltech, fins al 1929 en que va ser nomenat professor associat a la universitat de Princeton on va romandre fins al 1947 en que va retornar a Caltech, on va ser professor fins a la seva mort el 1961, a causa de les ferides provocades per un accident de trànsit. A part d'aquests càrrecs docents, a partir de 1939 (començament de la Segona Guerra Mundial, ve tenir diferents càrrecs de recerca militar per al govern nord-americà i, després de la guerra, per a l'OTAN. Aquesta dedicació al servei públic, va significar una reducció del seu treball de recerca en ciències pures.
Les seves aportacions científiques rauen sobre tot e n l'aplicació de la geometria diferencial i la teoria de grups a la física atòmica, a la teoria quàntica, a la relativitat general i a la cosmologia. A mitjans dels anys trenta, va demostrar que la geometria de Friedman-Robertson-Walker es l'única compatible amb el principi cosmològic relativista. El 1936, sent avaluador (referee) de la prestigiosa revista Physical Review, va rebutjar un article presentat per Albert Einstein en el que venia a negar l'existència de les ones gravitacionals. Einstein es va molestar tant, que no va tornar a publicar mai més res a la revista, però la versió de l'article que es va publicar l'any següent en una revista molt menys prestigiosa, estava profundament modificat i les seves conclusions no eren pas les mateixes.
Robertson va publicar una quarantena de treballs científics (la major part d'ells abans de 1940) entre els quals destaquen els dedicats a la cosmologia. El 1968, un dels seus deixebles, Thomas Noonan, va editar les seves notes en forma de llibre amb el títol de Relativity and Cosmology (1968).